# Кьес-д’Альпаго
Кьес-д’Альпа́го (итал. Chies d'Alpago) — коммуна в Италии, располагается в провинции Беллуно области Венеция.
Население составляет 1569 человек (2008), плотность населения составляет 36 чел./км². Занимает площадь 44 км². Почтовый индекс — 32010. Телефонный код — 0437.
Покровителем коммуны почитается святой Иосиф, празднование 19 марта.

## Демография
Динамика населения:

## Администрация коммуны
- Официальный сайт: http://www.comune.chiesdalpago.bl.it